# Tooting Bec
Tooting Bec è una stazione della linea Northern della metropolitana di Londra.

## Storia
La stazione è stata aperta al pubblico a settembre del 1926 dalla City & South London Railway (CSLR) come Trinity Road (Tooting Bec), e ha ottenuto il suo nome attuale nell'ottobre del 1950.
L'edificio della stazione è stato progettato dall'architetto Charles Holden in stile modernista, rivestito con pietra bianca di Portland e con una vetrata sulla facciata interrotta da colonne i cui capitelli riproducono il simbolo della metropolitana londinese, riprodotto anche sulla vetrata stessa.
L'edificio è un monumento classificato di grado II, al pari di altre stazioni di Holden come Clapham South, Balham, Tooting Broadway, Colliers Wood e South Wimbledon.
Sui binari della stazione sono presenti due orologi prodotti dalla Self Winding Clock Company di New York.

## Strutture e impianti
Situata all'incrocio tra Trinity Road, Upper Tooting Road, Balham High Road, Tooting Bec Road e Stapleton Road, la stazione si trova tra le stazioni di Balham e Tooting Broadway.
Tooting Bec è una stazione sotterranea con due binari in due canne collegate con una banchina a isola.
La stazione rientra nella Travelcard Zone 3.

## Interscambi
Nelle vicinanze della stazione effettuano fermata alcune linee urbane automobilistiche, gestite da London Buses.
- Fermata autobus

## Galleria d'immagini

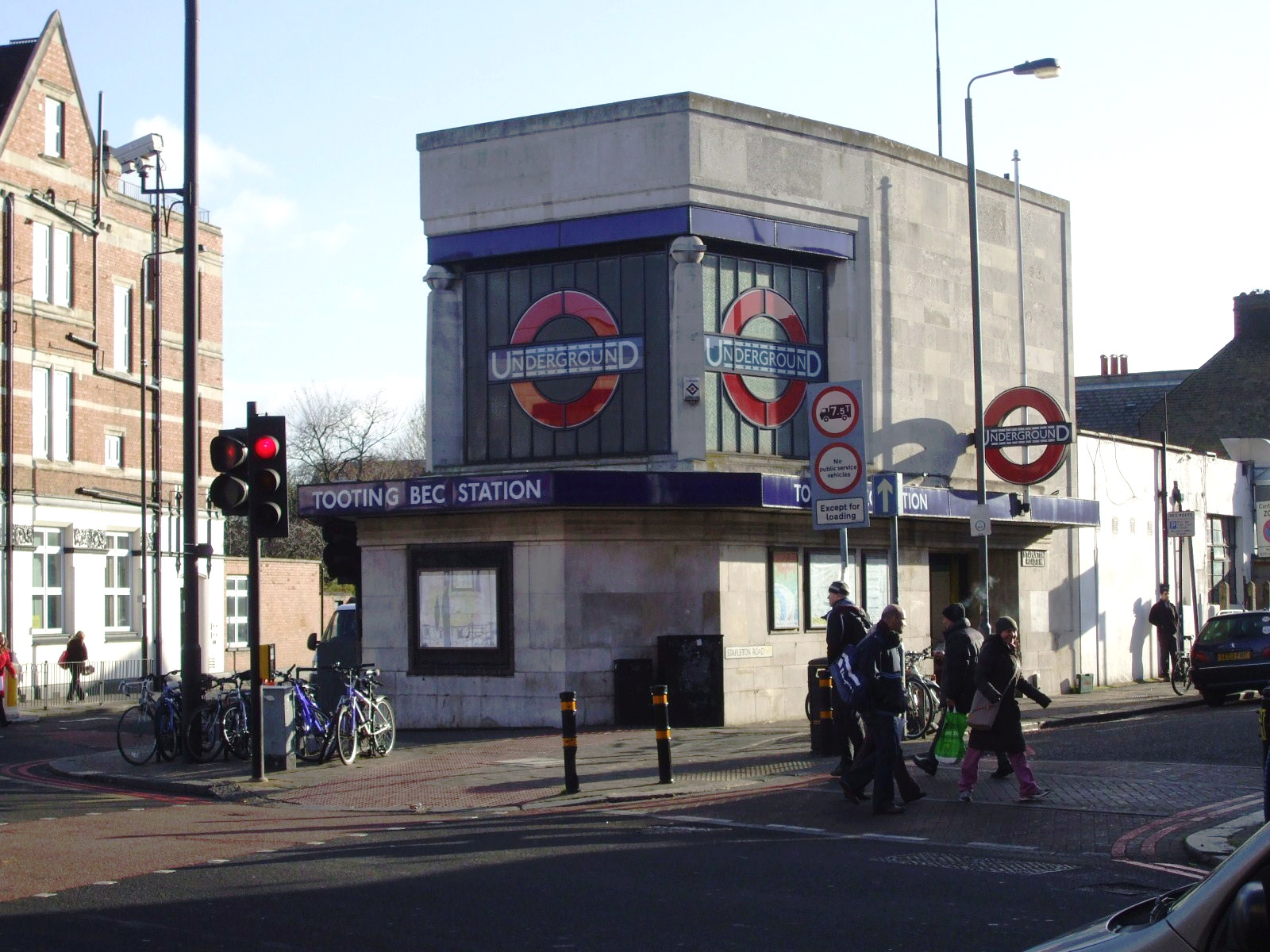
Lo stretto edificio secondario, che fornisce un accesso pedonale alla stazione
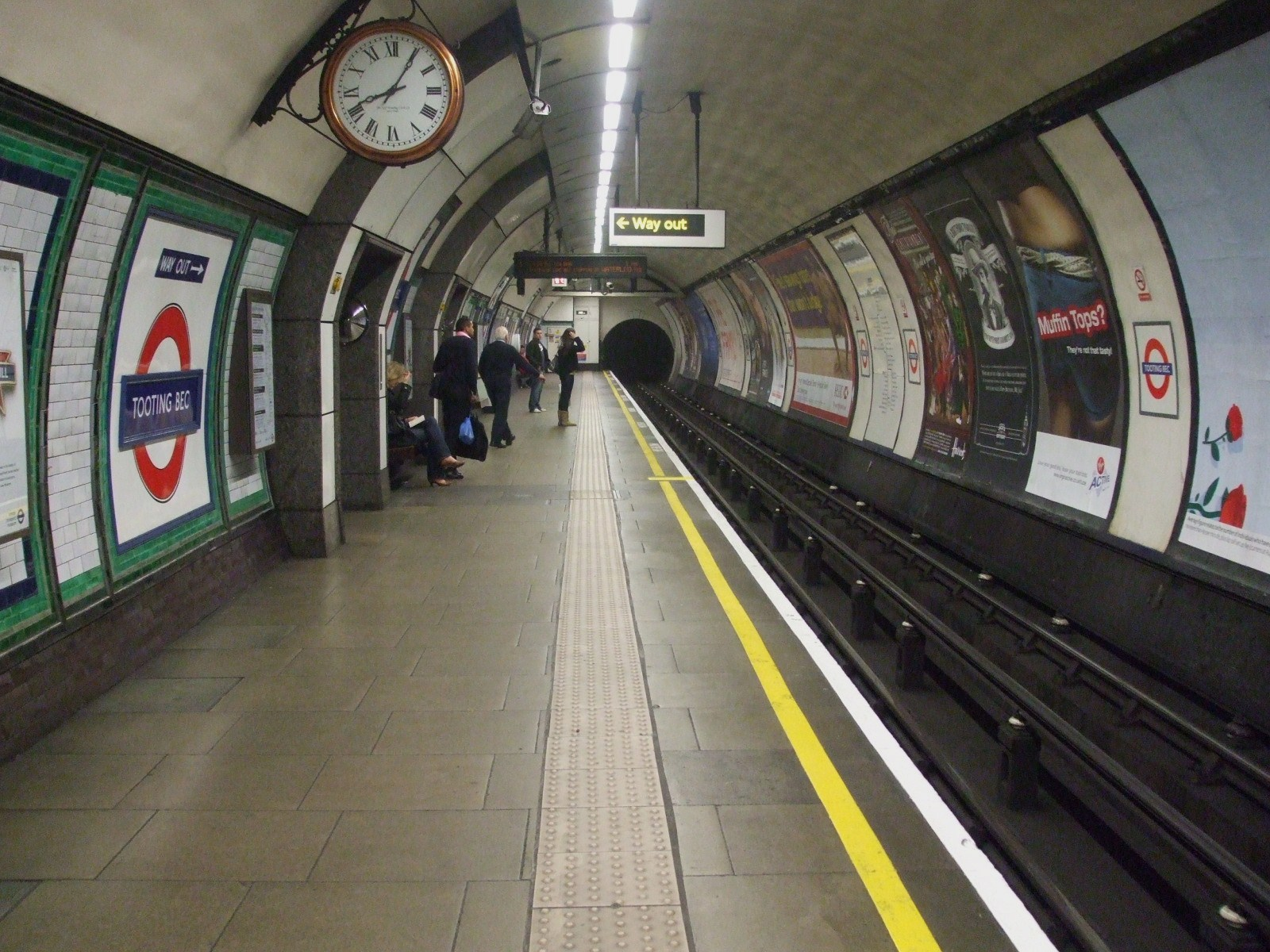
Il binario nord
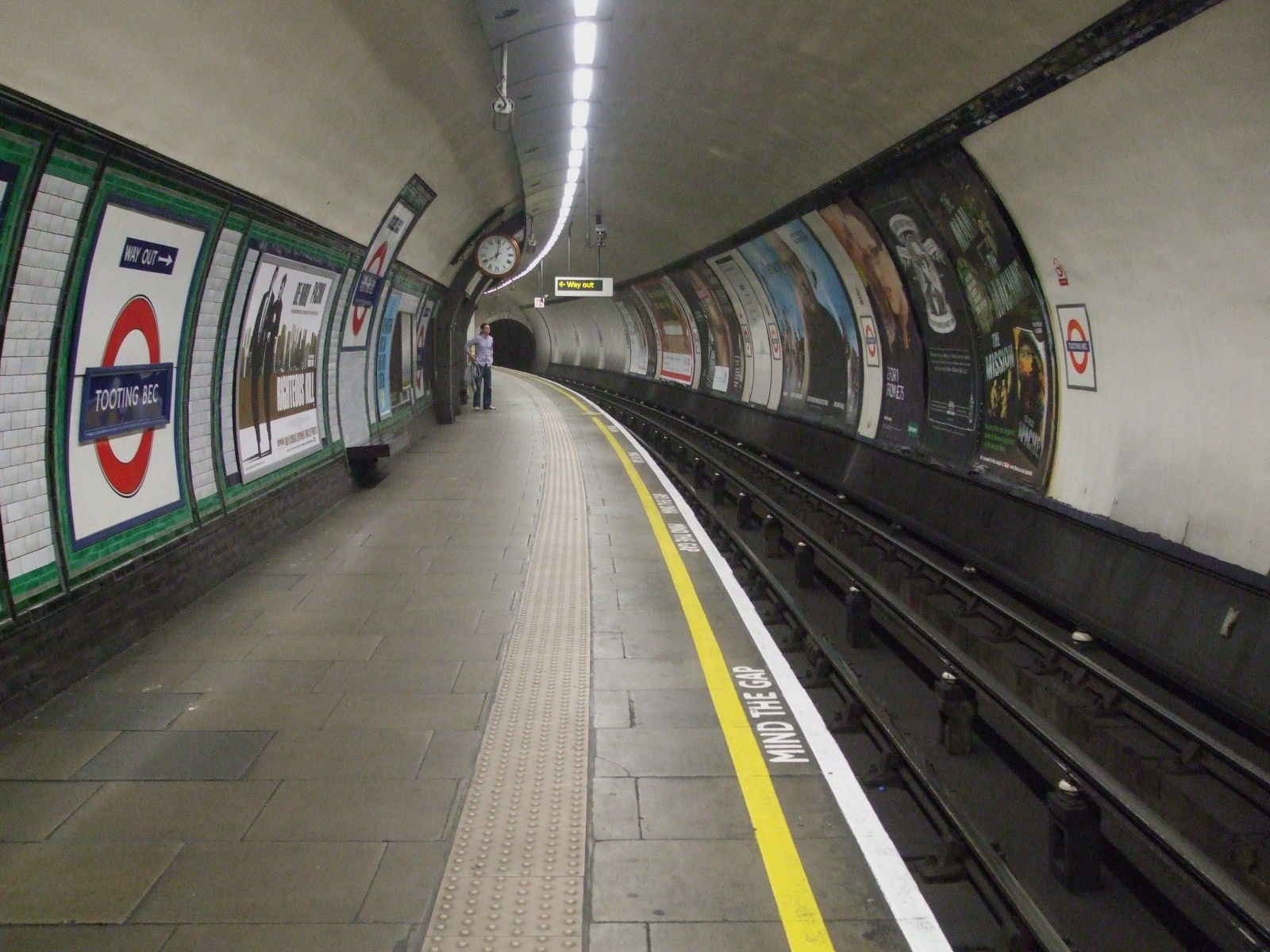
Il binario sud
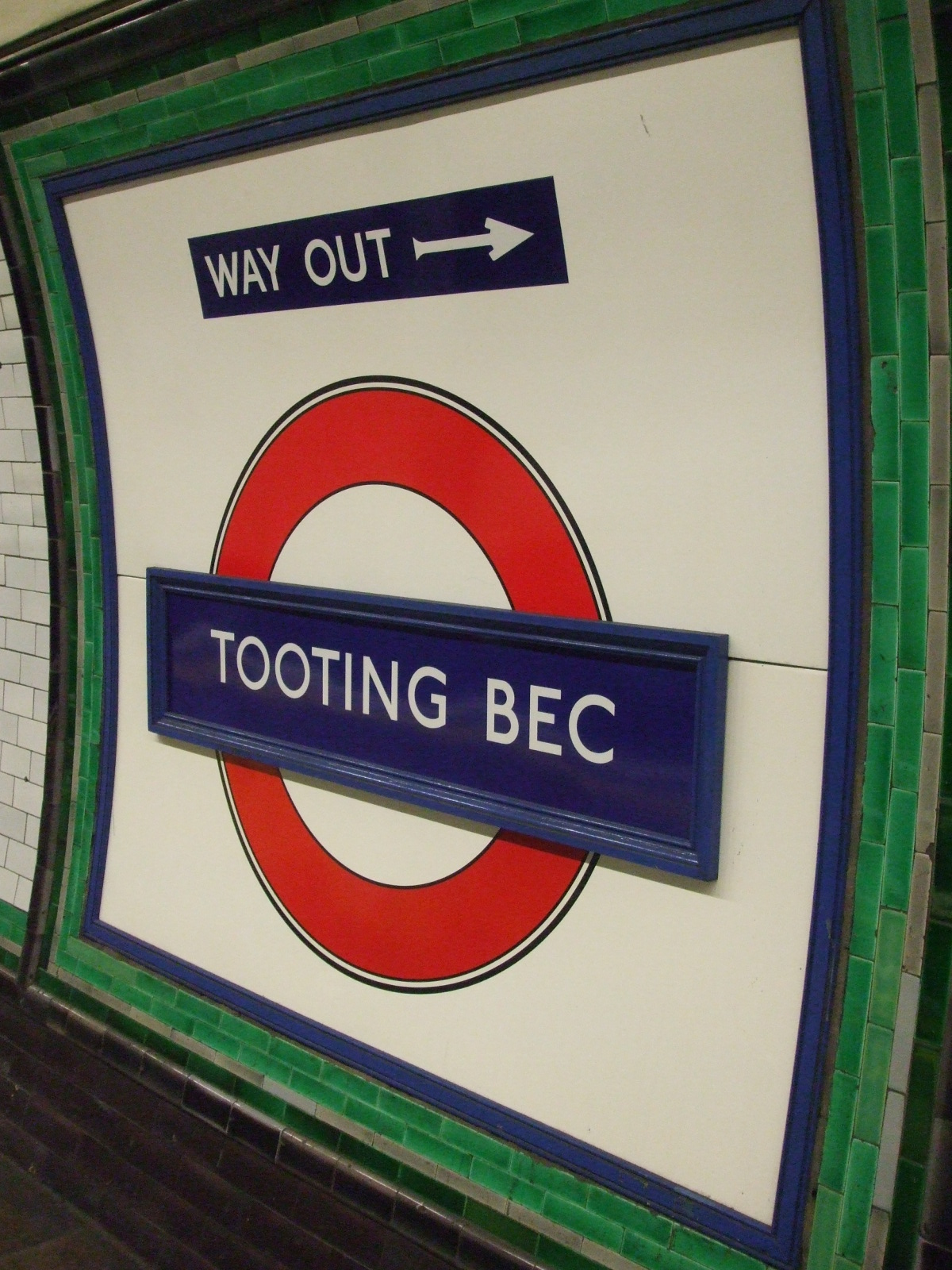
Il nome della stazione sul logo della metropolitana di Londra
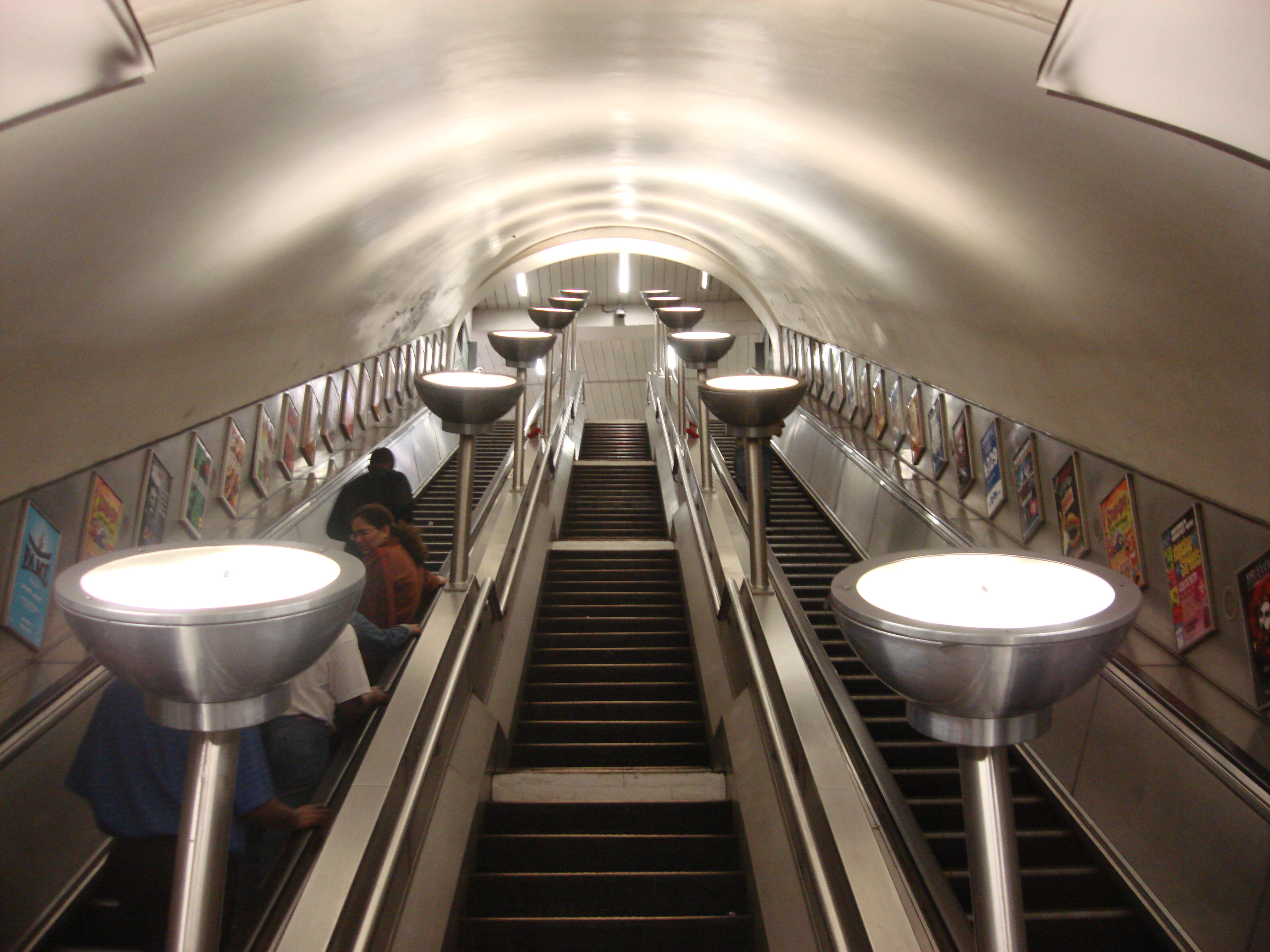
Le scale mobili con il particolare sistema di illuminazione